# Orquesta Estatal de Baden
La Orquesta Estatal de Baden (en alemán: Badische Staatskapelle, abreviada como BSK) es una agrupación orquestal alemana con sede en Karlsruhe, Alemania, que fue fundada en 1662 bajo el nombre Hofkapelle der Markgrafen von Baden-Durlach (Orquesta de la corte del Margrave de Baden-Durlach). Su sala de conciertos habitual es el Badisches Staatstheater (Teatro Estatal de Baden) de Karlsruhe. Justin Brown es su director musical desde 2008.

## Historia
Las raíces históricas de la orquesta datan de 1662. El conjunto precursor fue la Hofkapelle der Markgrafen von Baden-Durlach (Orquesta de la corte del Margrave de Baden-Durlach). Entre los primeros directores de la orquesta están Giuseppe Beniventi, Casimir Schweizelsberger, Johann Philipp Käfer y Johann Melchior Molter, quien dirigió la orquesta durante 40 años.
En 1733 la orquesta se disolvió durante los conflictos con Polonia. Después la orquesta se volvió a establecer en Karlsruhe, Molter volvió a dirigir la orquesta en 1743 y sirvió en el cargo hasta su muerte en 1765. Tras la muerte de Molter, Giacinto Sciatti se convirtió en Kapellmeister de la corte. Joseph Aloys Schmittbaur se hizo cargo de la dirección de la Badische Hofkapelle tras la muerte de Sciatti en 1777. Durante ese período Christian Franz Danner trabajó como maestro de capilla. Más tarde, el violinista y compositor Johann Evangelist Brandl compartió la dirección del conjunto con Danner y posteriormente se convirtió en el único maestro de capilla.
En el siglo XX la organización recibió su denominación actual en 1933 y el título de Hofkapellmeister evolucionó en Generalmusikdirector (GMD). Joseph Keilberth fue el primero en tener el título de GMD con esta formación, en uno de sus puestos de dirección más antiguos con esta orquesta desde 1935 a 1940. En los años posteriores a la Segunda Guerra Mundial Otto Mazerath, Alexander Krannhals y Arthur Grüber guiaron la orquesta. Christof Perick fue GMD desde 1977 hasta 1985. Entre sus sucesores figuran Günther Neuhold (1989-1995) y Kazushi Ono (1996-2002). De 2002 a 2008, Anthony Bramall fue GMD de la orquesta. El director de orquesta británico Justin Brown se convirtió en GMD de la orquesta en 2008.

## Directores

### Hofkapellmeister
Lista de Hofkapellmeister o maestros de capilla de la orquesta:
- Michael Balling (1904-1907)
- Georg Göhler (1907-1909)
- Leopold Reichwein (1909-1913)
- Fritz Cortolezis (1913-1925)
- Josef Krips (1926-1933)
- Klaus Nettstraetter (1933-1935)

### Directores musicales
Lista de Generalmusikdirektoren (GMD) o directores musicales generales de la orquesta:
- Joseph Keilberth (1935-1940)
- Otto Matzerath (1940-1955)
- Alexander Krannhals (1955-1961)
- Arthur Grüber (1962-1976)
- Christof Perick (1977-1985)
- José María Collado (1985-1987)
- Günter Neuhold (1989-1995)
- Kazushi Ono (1996-2002)
- Anthony Bramall (2002-2008)
- Justin Brown (2008- )